# Among Silver
Among Silver är det andra fullängdsalbumet av den svenske musikern Martin Rubashov. Det gavs ut av Despotz Records 13 november 2015 digitalt och på CD samt i en begränsad vinylupplaga på 500 exemplar. 
Albumet är mixat av Pontus Frisk och mastrat av Classe Persson. Producent för Among Silver är Daniel Lindblom. Albumet består av tolv spår varav tio egna stycken samt två coverversioner av Immigrant Song (Led Zeppelin) respektive Would? (Alice In Chains).
Tre singlar släpptes innan skivan gavs ut. Låtarna är Hideout, Granada och Map Of The Stars. Till Hideout och Granada gjordes även musikvideor, båda regisserade och producerade av Magnus Ewald. På låten Map Of The Stars sjunger Rubashov tillsammans med Mia Coldheart (ex-Crucified Barbara). Även The Fall Of Feathers och Eyes Shut har släppt som singlar.

## Låtlista
1. The Fall Of Feathers
2. Map Of The Stars (sång av Mia Coldheart)
3. The Swing At The End Of The World
4. Granada
5. Eyes Shut
6. Immigrant Song
7. Hideout
8. Whispers At Night
9. Exile Heart
10. Would?
11. The Traveling Mute
12. Sombra

## Medverkande

### Musiker
- Martin Rubashov - sång, akustisk gitarr, sitar, saz
- Danne Mckenzie (ex-Mustasch) - trummor
- Mia Coldheart (ex-Crucified Barbara) - sång på Map Of The Stars
- Daniel Lindblom - trummor på Would? och The Fall Of Feathers

### Övrig medverkan
- Daniel Lindblom- producent
- Pontus Frisk - mixning
- Classe Persson - mastring
- Thomas Larsson - foto
- Niklas Brodd - omslag